# Antarktika (Webserie)
Antarktika ist eine deutsche Comedy-Mystery-Webserie des öffentlich-rechtlichen Jugendsenders funk aus dem Jahr 2017. Die Serie ist komplett in der Game-Engine von Minecraft erzeugt worden und wird auf der Website von funk sowie einem eigenen YouTube-Kanal mit über 75.000 Abonnenten gezeigt.

## Handlung
Die junge Ärztin Dr. Myra Johnson beginnt ihren Dienst auf der Forschungsstation Antarktika III, wo sie Teil der 15-köpfigen Winter-Besatzung sein soll (zuzüglich eines Affen und eines Praktikanten). Doch wie sie direkt bei ihrer Ankunft erfährt, ist dieser Ort nicht nur sehr gefährlich, sondern auch voller Mysterien. Unfälle sind an der Tagesordnung. Seltsame Beben – ausgelöst durch die Bohrungen der Forscher – erschüttern die Station, und grüner Schleim tritt überall zutage.
Was zunächst niemand wissen darf: Myra ist die Tochter des Stationsleiters Dr. Anthony Burke, zu dem sie kein gutes Verhältnis pflegt. Nun, bei ihrer Ankunft, ist er spurlos verschwunden. Das scheint die überwiegend männliche Crew nicht zu interessieren. Die versucht stattdessen, der attraktiven Bordärztin den Hof zu machen. Allein im Sicherheitsbeauftragten Robert Right findet Myra einen Verbündeten. Bald kommen sie sich sogar privat näher.
Doch als der Funkkontakt zur Heimat verloren geht und auch noch die einzige Stromquelle ausfällt – beides möglicherweise aufgrund von Sabotage – muss Robert Right sich opfern, um die anderen zu retten. Fortan ist Myra auf sich allein gestellt: Umgeben von realitätsfernen Kollegen, abgeschnitten von der Außenwelt und inmitten des nun einsetzenden polaren Winters, während unter dem Eis ein gefährliches Geheimnis schlummert.

## Episodenliste
| Episode | Titel                 | Veröffentlichung   |
| ------- | --------------------- | ------------------ |
| 1       | Ankunft im ewigen Eis | 023. November 2017 |
| 2       | Verschlossene Türen   | 030. November 2017 |
| 3       | Spuren im Schnee      | 07. Dezember 2017  |
| 4       | Die Videobotschaft    | 014. Dezember 2017 |
| 5       | Der letzte Held       | 021. Dezember 2017 |
| 6       | Die Pickup Artists    | 028. Dezember 2017 |
| 7       | Nahrhafte Nudeln      | 04. Januar 2018    |
| 8       | Der Mann im Schnee    | 011. Januar 2018   |
| 9       | Der entflohene Affe   | 018. Januar 2018   |
| 10      | Hinter der roten Tür  | 025. Januar 2018   |
| 11      | Der „Buddy“-Bot       | 01. Februar 2018   |
| 12      | Eiskalter Abschied    | 08. Februar 2018   |

## Produktion

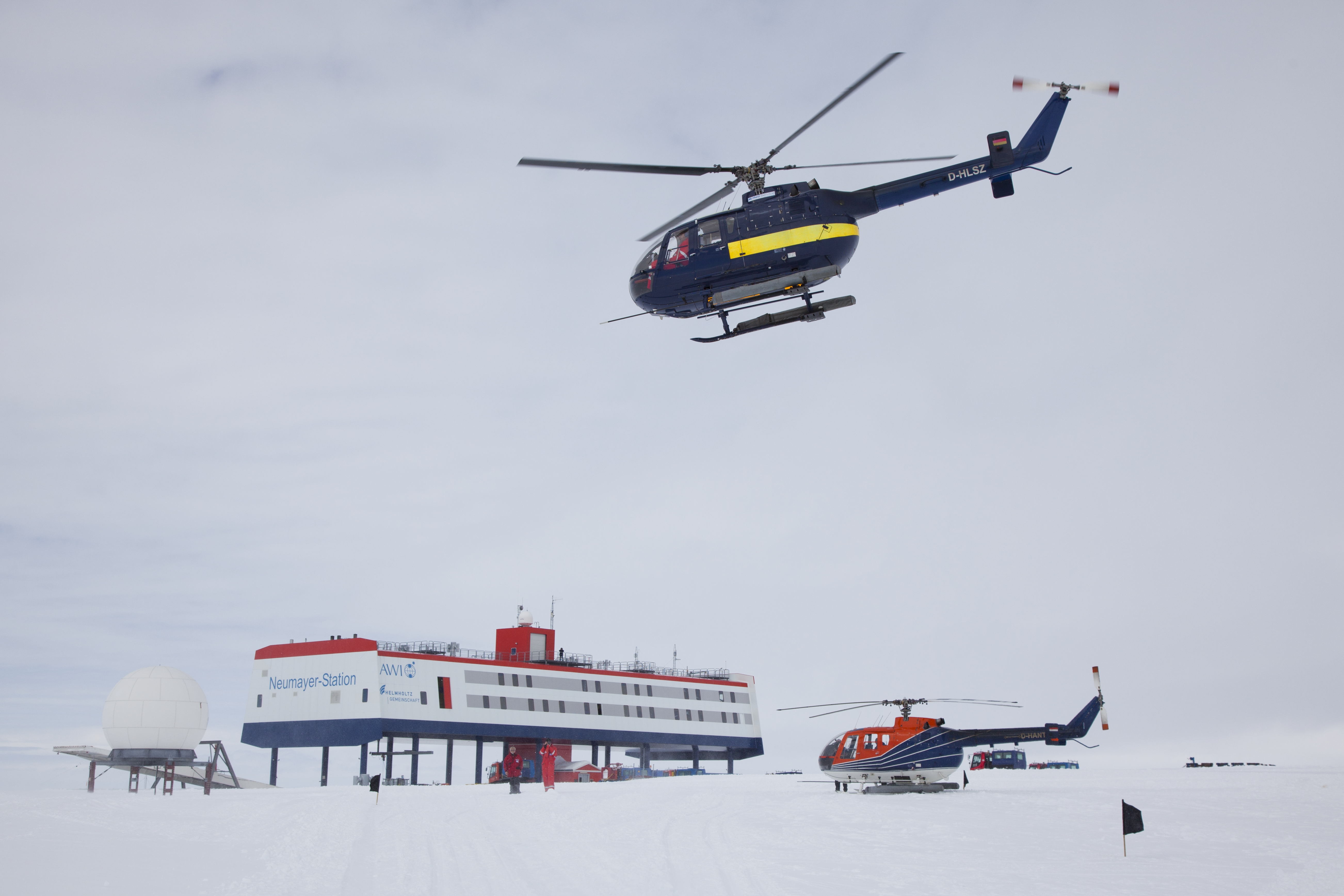
Die Helikopter des Versorgungsschiffes Polarstern bringen Gäste zur Neumayer III.

Antarktika ist eine szenische Minecraft-Serie, ein komplett in der Game-Engine produzierter Animationsfilm. Etwa ein volles Jahr haben Herr Bergmann und sein Team für die Produktion der Serie benötigt.
Hauptort der Handlung ist die namengebende Station Antarktika III. Sie wurde der deutschen Forschungsstation Neumayer III nachempfunden. Ebenso hat das Versorgungsschiff Northern Star mit dem Forschungsschiff Polarstern ein Pendant in der Realität.

## Besetzung
| Sprecher               | Rollenname                 |
| ---------------------- | -------------------------- |
| Anja Stadlober         | Dr. Myra Johnson           |
| Tim Bergmann           | Dr. Marbot Oakely          |
| Alexander Böhm         | Jonny Postman & Frosch     |
| Frederic Fieger-Viehof | Dorian Kant                |
| Daniele Rizzo          | Dr. Sophokles Miller       |
| Kathrin Fricke         | Jill Snyder                |
| Philipp Moog           | Tristan Hennings           |
| Patrick Winczewski     | Robert Right               |
| Bernd Vollbrecht       | Dr. Anthony Burke          |
| Oliver Brod            | Louis de Tourette          |
| Fynn Kliemann          | Kapitän Södermann          |
| Maudado                | Mr. Extra Large            |
| DelayLP                | Leon Hill                  |
| Kedos                  | Prof. Dr. Dr. Eugene Drake |
| Selbstgespräch         | IT Boy                     |

Zu der Besetzung der Darsteller zählen neben professionellen Schauspielern auch YouTuber wie Coldmirror, Alexibexi, Sturmwaffel, DelayLP, Maudado sowie Fynn Kliemann aus dem Kliemannsland. Auch Herr Bergmann spricht eine Rolle selbst.
Die Filmmusik wurde komponiert von Nicola Fanari und wurde beim Sicily Webfest 2019 ausgezeichnet.

## Auszeichnungen und Nominierungen
Seoul Webfest
- 2018: Auszeichnung in der Kategorie Best Animation Series[3]

Webfest Berlin
- 2018: Auszeichnung in der Kategorie Best German Series[4]

Bilbao Seriesland
- 2018: Auszeichnung in der Kategorie Original Amets[5]

Melbourne Webfest
- 2018: Nominierung in der Kategorie Official Selections[6]

Roma Webfest
- 2018: Auszeichnung in der Kategorie Best Original Idea

Banff World Media Festival
- 2018: Nominierung in der Kategorie Rockie Awards[7]

Animaze Cannes
- 2018: Nominierung in der Kategorie Screening Selection[8]

Rio Webfest
- 2018: Nominierung in der Kategorie Best Animated Series[9]

Die Seriale
- 2019: Nominierung in der Kategorie Best Animation[10]

New Jersey Web Festival
- 2019: Nominierung in der Kategorie Outstanding Animation Series[11]
- 2019: Auszeichnung in der Kategorie Best Series Premise

Sicily Webfest
- 2019: Auszeichnung in der Kategorie Best Original Music Score[12]